# Райнер, Райнхольд
Райнхольд Райнер (нем. Reinhold Rainer, 29 августа 1973, Випитено, Трентино — Альто-Адидже) — итальянский саночник, выступавший за сборную Италии с 1994 года по 2011-й. Участник четырёх зимних Олимпийских игр, многократный призёр различных этапов Кубка наций.

## Биография
Райнхольд Райнер родился 29 августа 1973 года в городе Випитено, регион Трентино — Альто-Адидже. Активно заниматься санным спортом начал в возрасте шестнадцати лет, в 1994 году прошёл отбор в национальную команду и дебютировал на юниорском Кубке мира. В 1997 году впервые поучаствовал в заездах взрослого чемпионата мира, показав неплохое для новичка тринадцатое время. Переломным моментом в его карьере стал 1998 год, когда на этапе Кубка наций в австрийском Иглсе он завоевал серебряную медаль и удостоился права защищать честь страны на Олимпийских играх в Нагано, где впоследствии сумел добраться до восьмой позиции мужского одиночного разряда.
В 2000 году на чемпионате мира в швейцарском Санкт-Морице был восьмым, тогда как на европейском первенстве в немецком Винтерберге финишировал одиннадцатым, а в общем зачёте Кубка мира расположился на девятой строчке. В следующем году закрыл десятку сильнейших на мировом первенстве в канадском Калгари, по итогам сезона в рейтинге лучших саночников-одиночников занял седьмое место. Ездил соревноваться на Олимпиаду 2002 года в Солт-Лейк-Сити, однако выступил здесь значительно хуже прошлого раза, показав лишь двенадцатое время.
На чемпионате мира 2003 года в латвийской Сигулде был тринадцатым, но уже через год финишировал шестым, а на чемпионате Европы в немецком Оберхофе немного не дотянул до бронзовой медали, приехав четвёртым. В 2005 году на мировом первенстве в американском Парк-Сити поднялся до восьмого места, на европейском вновь закрыл десятку, тогда как в кубковом зачёте был седьмым. Подтвердив право находиться в основном составе сборной, участвовал в заездах домашних Олимпийских игр в Турине, планировал побороться здесь за призовые места, но в итоге приехал только восьмым.
Далее последовал лучший кубковый сезон в карьере Райнера, по окончании всех заездов он оказался на третьей строке общего зачёта. На чемпионате мира в австрийском Иглсе пришёл шестым, а на европейском первенстве в Винтерберге чуть было не выиграл бронзовую медаль. Итальянский саночник продолжал выступать на крупнейших международных соревнованиях, но со временем спускался в рейтингах всё ниже, сказывался возраст. Так, на чемпионате мира 2009 года в американском Лейк-Плэсиде он был уже шестнадцатым, а в общем зачёте Кубка мира расположился на тринадцатой позиции. В 2010 году в четвёртый раз поехал на Олимпиаду, однако на трассе в Ванкувере выглядел явным аутсайдером, заняв двадцать первое место. В 2011 году ещё успел посоревноваться на домашнем чемпионате мира в Чезане, где финишировал пятым, и поучаствовал в кубковых заездах, поднявшись в мировом рейтинге до десятой строки. На тот момент ему было уже 37 лет, поэтому после окончания сезона Райнхольд Райнер объявил от завершении карьеры профессионального спортсмена.